# Condado de Fayette (Virgínia Ocidental)
O Condado de Fayette é um dos 55 condados do estado norte-americano da Virgínia Ocidental. A sede do condado é Fayetteville, e a sua maior cidade é Bluefield. O condado tem uma área de 1730 km² (dos quais 10 km² estão cobertos por água), uma população de 47 579 habitantes, e uma densidade populacional de 28 hab/km² (segundo o censo nacional de 2000). O condado foi fundado em 1831 e recebeu o seu nome em homenagem ao Marquês de La Fayette (1757–1834), político e militar francês, que participou na Guerra da Independência dos Estados Unidos da América e nos primórdios da Revolução Francesa.